# Parc d'État de Mount Tamalpais
Le Parc d'État de Mount Tamalpais est une réserve naturelle située dans l'État de Californie, à l’ouest des États-Unis. Il se trouve au nord de San Francisco, dans le comté de Marin. Il appartient à la région montagneuse des California Coast Ranges.

## Description
La principale caractéristique du parc est le mont Tamalpais (784 m) .  Le parc contient principalement des forêts de séquoias et de chênes. La montagne elle-même couvre environ 100 km 2. Il existe environ 97 km de sentiers de randonnée, qui sont connectés à un plus grand réseau de 320 km de sentiers dans les terres publiques voisines. Le parc a reçu 564 000 visiteurs en 2003. Le monument national Muir Woods est entouré par le parc d'État.

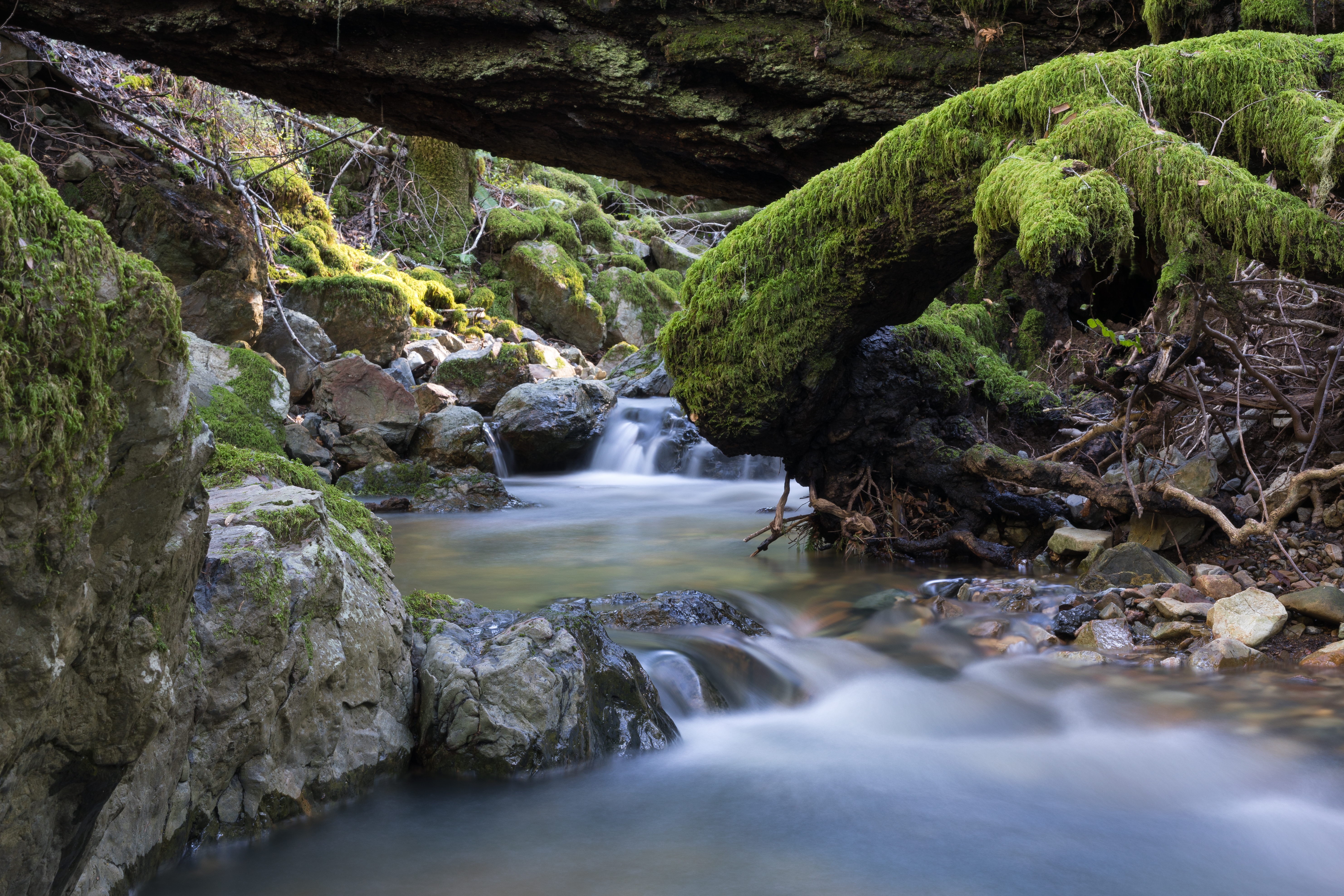
Cataract Creek
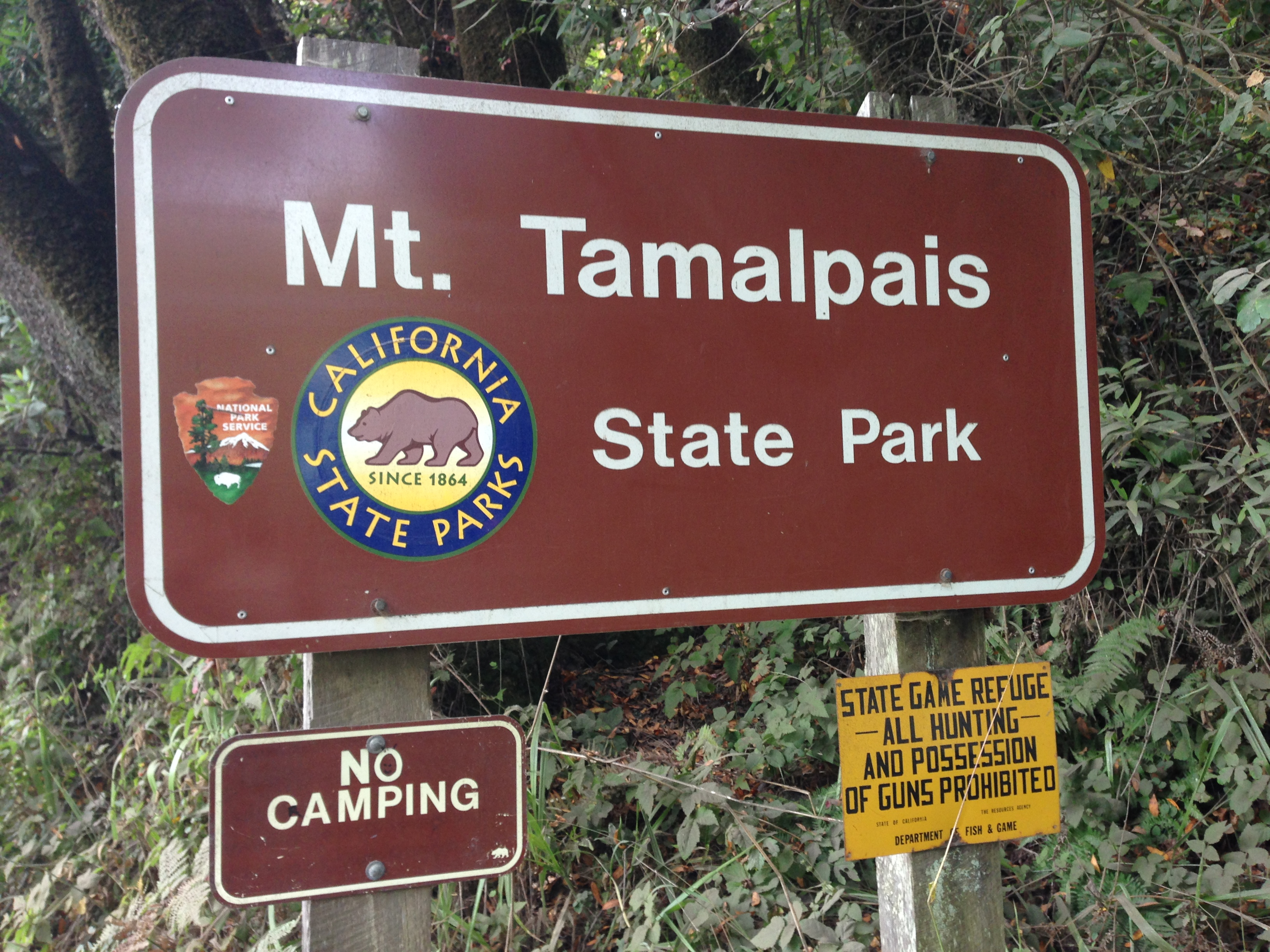
Panneau
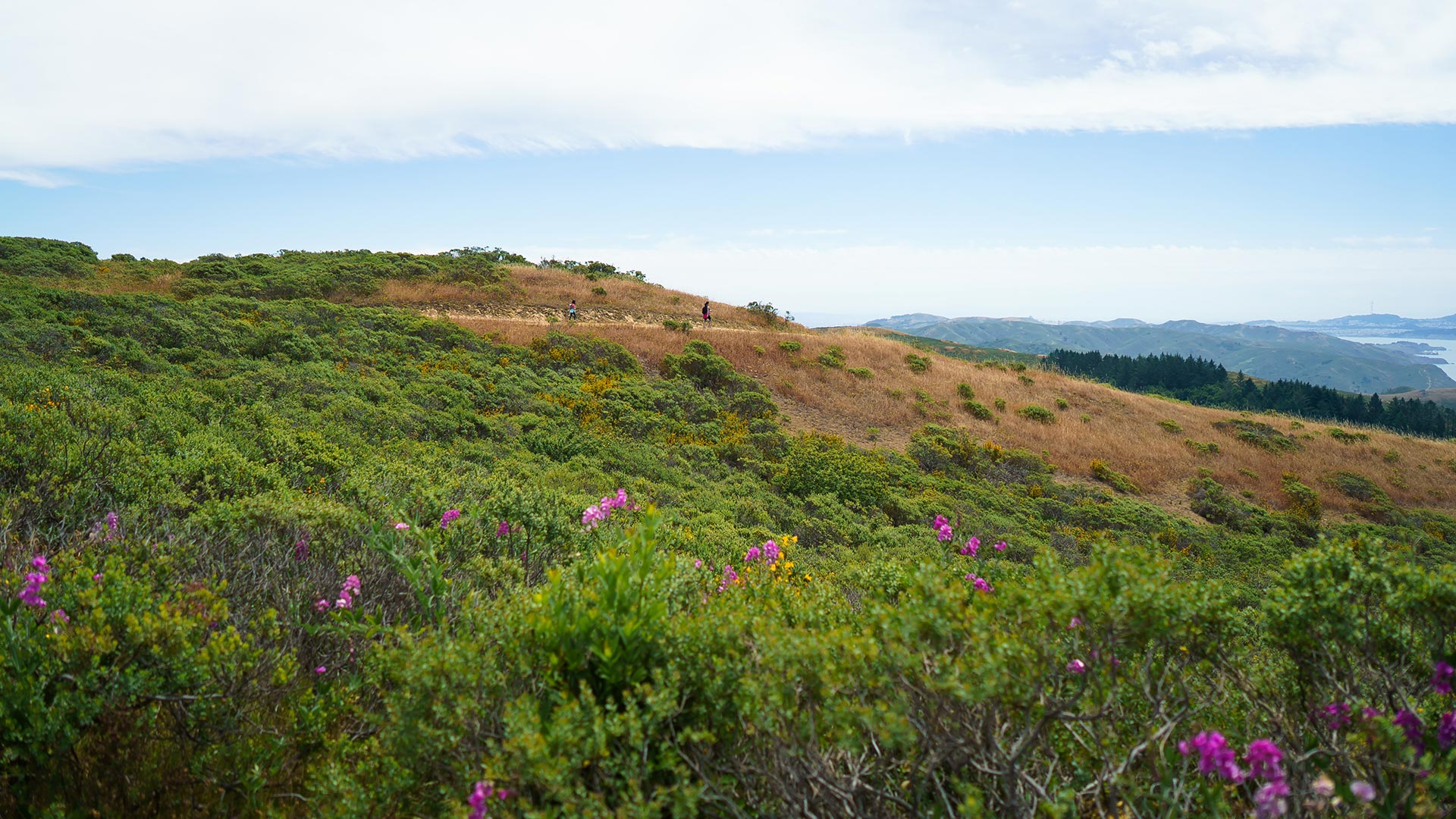
Végétation du parc